# Libertus fyr
Libertus fyr ist ein Leuchtturm auf der schwedischen, im Stockholmer Schärengarten befindlichen Insel Libertas.

## Lage
Der Leuchtturm befindet sich an der Nordwestspitze der kleinen, zur Inselgruppe Fjäderholmarna gehörenden Insel. Nördlich führen die Schiffsrouten von der Ostsee zum in der Nähe befindlichen Hafen Stockholms vorbei.

## Geschichte und Architektur
Der Leuchtturm wurde im Jahr 1931 erbaut. Der Beschluss zum Bau dieses und eines weiteren Turms am Värtagrundet war am 27. Januar 1931 erfolgt. Die Inbetriebnahme erfolgte am 6. Juli 1931.
Der Turm wird mit Azetylengas betrieben. Die Ausstattung ist noch original aus der Bauzeit und beruht auf dem Verfahren des Ingenieurs Gustav Dalén, für welches er 1912 den Nobelpreis für Physik erhalten hatte. Libertas fyr ist einer der letzten im Originalzustand erhaltenen Leuchttürme dieser Bauart. Am 25. September 1995 wurde der Turm als Byggnadsminne unter Denkmalschutz gestellt.